# Rona de Jos
Rona de Jos ( hongarès: Alsóróna  , ídix: אונטר-רינה, romanitzat: Inter Rina) és un municipi del comtat de Maramureș, Maramureș, Romania . Està format per un sol poble, Rona de Jos.
La comuna està situada en una zona muntanyosa a la part nord del comtat, a 3 km del riu Tisza i la frontera amb Ucraïna . El riu Rona, afluent dret del riu Iza, travessa el municipi. La ciutat més propera és Sighetu Marmației, situada a 8 km a l'oest; la seu del comtat, Baia Mare, és a 67 km al sud-oest.
La carretera nacional DN18 travessa Rona de Jos. Aquesta via comença a Baia Mare, recorre Sighetu Marmației i Borșa, i acaba a Iacobeni, Suceava Segons el cens de 2021, Ronda de Jos té una població de 1.928 habitants, dels quals el 93% són romanesos .